# Standing Rock Reservation

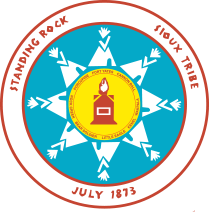
Siegel der Standing Rock Reservation

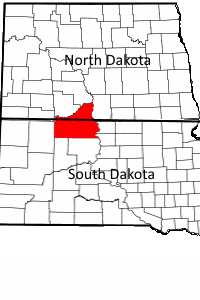
Lage des Indianerreservats in North, South Dakota

Die Standing Rock Reservation (Lakota: Inyan Woslata) ist ein Indianerreservat in den US-Bundesstaaten North Dakota und South Dakota. Das Reservat ist mit 9.251,2 Quadratkilometer das sechstgrößte der Vereinigten Staaten von Amerika. Nach einer Volkszählung im Jahr 2010 leben 8.250 Personen dauerhaft im Reservat. Es umfasst das gesamte Gebiet des Sioux County in North Dakota und des Corson County in South Dakota. Südlich davon schließt die Cheyenne River Reservation an, welche von Lakota-Sioux-Indianern bewohnt wird. Ursprünglich Teil der Great Sioux Reservation, wurde das Standing-Rock-Reservat 1889 vom US-Kongress herausgelöst und seitdem vom Bureau of Indian Affairs (BIA) als eigenes Reservat geführt. Die Reservatsverwaltung befindet sich in Fort Yates, North Dakota. Das Reservat wird zu 85 % von Dakota- und Lakota-Indianern bevölkert. In Fort Yates befindet sich auch die zuständige Agentur des BIA.
Im Jahr 2016 erlangte das Reservat weltweite Aufmerksamkeit wegen anhaltender Proteste gegen die Dakota Access Pipeline. Besonders betroffen war der Bezirk Cannon Ball im Nordosten des Reservats.

## Name
Der Name Standing Rock wurde von dem Indianeragenten James McLaughlin geprägt, der 1881 das erste Mal die Reservation besuchte und Leiter der Agentur wurde. Er bezieht sich auf einen heiligen Stein, der sich ursprünglich fünf Meilen (acht Kilometer) nördlich des heutigen Fort Yates an der Mündung des Porcupine Creek in den Missouri befand. McLaughlin veranlasste die Yanktonai, den Stein nach Fort Yates zu transportieren. Sie stellten ihn auf dem Proposal Hill nördlich der Indianeragentur neu auf.
Eine Legende um den Stein besagt, dass um 1740 ein Yanktonai-Nakota-Mann eine zweite Frau geheiratet haben soll, eine Cheyenne. Seine erste Frau soll eine Arikaree gewesen sein. Aufgrund der kulturellen und sprachlichen Unterschiede vertrugen sich die beiden Frauen nicht und die erste Frau wurde sehr zornig. Als die Gruppe des Mannes in ein neues Lager aufbrach, weigerte sich die erste Frau ihnen zu folgen und blieb mit ihrem Baby im alten Lager. Erst am Abend bemerkte der Mann, dass seine erste Frau und das Baby fehlten. Er bat seinen Bruder sie zu suchen. Dieser fand die Frau und das Baby, aber sie hatten sich in einen Stein verwandelt.

## Verwaltung

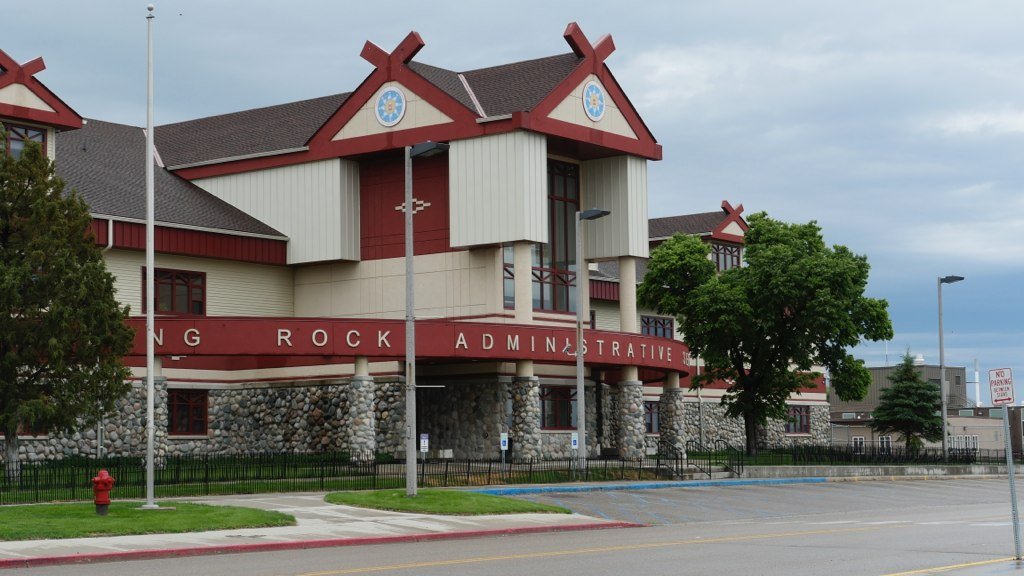
Verwaltung der Reservation in Fort Yates (2014)

Das Tribal Council of Standing Rock Sioux Tribe wurde gemäß der am 24. April 1959 verabschiedeten Stammesverfassung gebildet. Der Stammesrat hat 17 Mitglieder, die für je vier Jahre gewählt werden. Der Vorsitzende (Chairman), sein Stellvertreter (Vice-Chairman) und sein Schriftführer (Secretary) führen die Geschäfte des Stammes und vertreten ihn nach außen. Acht Mitglieder werden von den jeweiligen Bezirken des Reservats gewählt, in denen sie ihren Wohnsitz haben müssen. Die übrigen sechs müssen nur Mitglied des Stammes sein. Ratssitzungen finden am ersten Dienstag, Mittwoch und Donnerstag jedes Monats statt. Der Vorsitzende ist David Archambault II (Stand 2017). Die acht Bezirke des Reservates sind Fort Yates, Porcupine, Kenel, Wakpala, Running Antelope, Bear Soldier, Rock Creek und Cannonball.

## Bevölkerung
Die Standing Rock Sioux haben je nach Quelle zwischen 13.893 bis 15.797 eingetragene Stammesmitglieder. Jedoch leben nur geschätzte 5.633 bis 8.396 Mitglieder – also höchstens gut die Hälfte – im Reservat. Von den 8.217 Bewohnern des Reservats waren gemäß Volkszählung 2010 nur rund 69 Prozent Sioux. Knapp über 21 Prozent waren „Weiße“; rund 9 Prozent waren Indianer anderer Stämme. Während die gesamtamerikanische Bevölkerung zunahm, nahm die Reservatsbevölkerung zwischen den Volkszählungen in den Jahren 2000 und 2010 ab. Rund die Hälfte der Bewohner (46 %) sind 24 Jahre alt oder jünger. Im Durchschnitt leben im Standing-Rock-Reservat 4,6 Personen in jedem Haushalt (gegenüber 3,27 in South und North Dakota sowie 3,8 in Amerika).

## Bildung

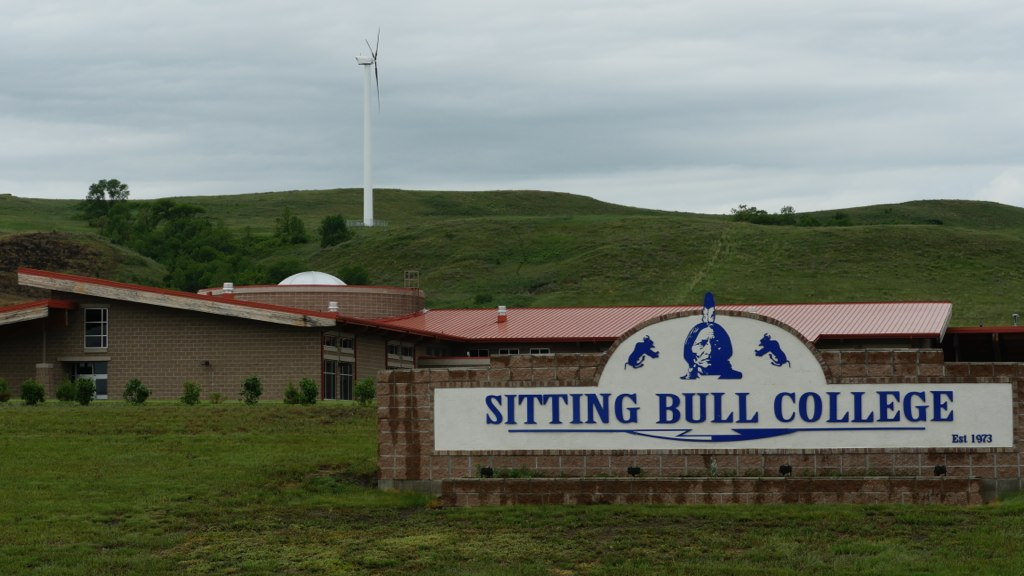
Eingang des Sitting Bull College in Fort Yates

Volkszählungsdaten zufolge hatten im Jahr 2000 nur rund ein Drittel der indianischen Bevölkerung im Standing-Rock-Reservat einen High-School-Abschluss, weniger als zwei Prozent einen Master- oder Doktorgrad.
Das Reservat betreibt seit 1973 ein eigenes Kollege in Fort Yates, das Sitting Bull College. Ursprünglich wurde das Kollege Standing Rock Community College genannt. 1996 erfolgte die Umbenennung auf den heutigen Namen, um den großen Häuptling zu würdigen.

## Wirtschaft
Der Anteil der Personen mit Einkommen unterhalb der Armutsgrenze beträgt 41,15 %, fast das Dreifache der landesweiten Armutsquote von 13,8 %. Die Hälfte der Kinder und Jugendlichen unter 18 Jahren lebt in Armut (gegenüber 21,9 % in den USA insgesamt). Das durchschnittliche Haushaltseinkommen im Jahr 2000 betrug im Reservat 21.625 Dollar (für durchschnittliche 4,6 Personen je Haushalt). Die wirtschaftliche Lage des Reservats ist geprägt von geringeren Löhnen, geringerer Geschäftstätigkeit und einem geringeren vor Ort verbleibendem Geldumlauf als in vergleichbaren Regionen beider Bundesstaaten außerhalb des Reservats. Ein Mangel sowohl an Arbeitsstellen als auch an bezahlbaren Unterkünften veranlasst besonders jüngere Menschen zum Abwandern. Ein Anteil von 59,3 % der Arbeitsplätze im Reservat sind mit öffentlichen Mitteln geschaffen und generieren 88,3 % der Löhne. Privatunternehmen sind hauptsächlich tätig in Bildung und Sozialdiensten (28,3 %), in Land-, Forstwirtschaft und Rohstoffabbau (17,7 %) sowie in Kunst, Unterhaltung, Erholung, Gast- und Restaurantgewerbe (14,8 %). Der Standing Rock Sioux Stamm betreibt 2 Casinos auf seinem Reservatsgebiet. Eines davon befindet sich südlich der Siedlung Cannon Ball im gleichnamigen Bezirk mit Namen Prairie Knights Casino & Resort in North Dakota. Ein weiteres Casino befindet sich in South Dakota am Grand River in der Nähe von Wakpala, mit Namen Grand River Casino & Resort. Die Casinos sind ein wichtiger Wirtschaftsfaktor für das Reservat.

## Medien
Zusammen mit der Cheyenne River Reservation betreibt das Standing-Rock-Reservat einen eigenen Radiosender mit dem Rufzeichen KLND-FM.

## Geschichte

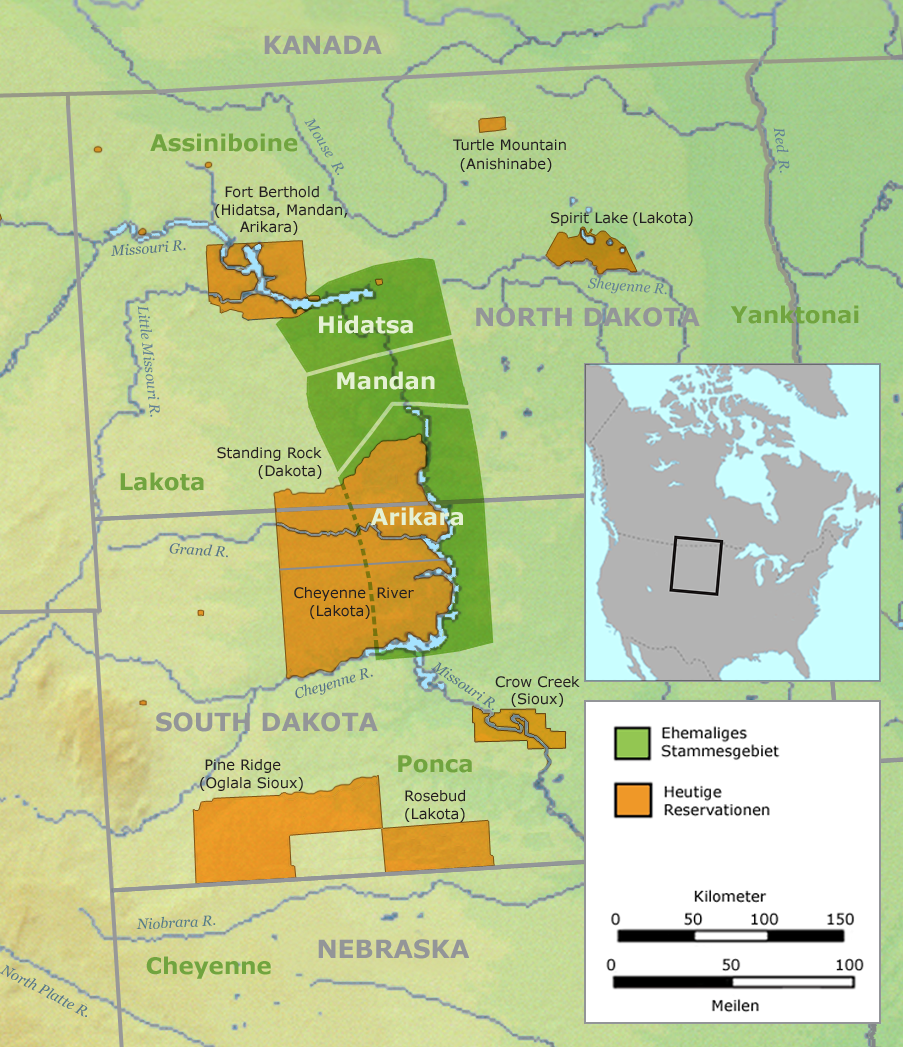
Ehemaliges Stammesgebiet der Arikaree und heutige Reservation in North Dakota

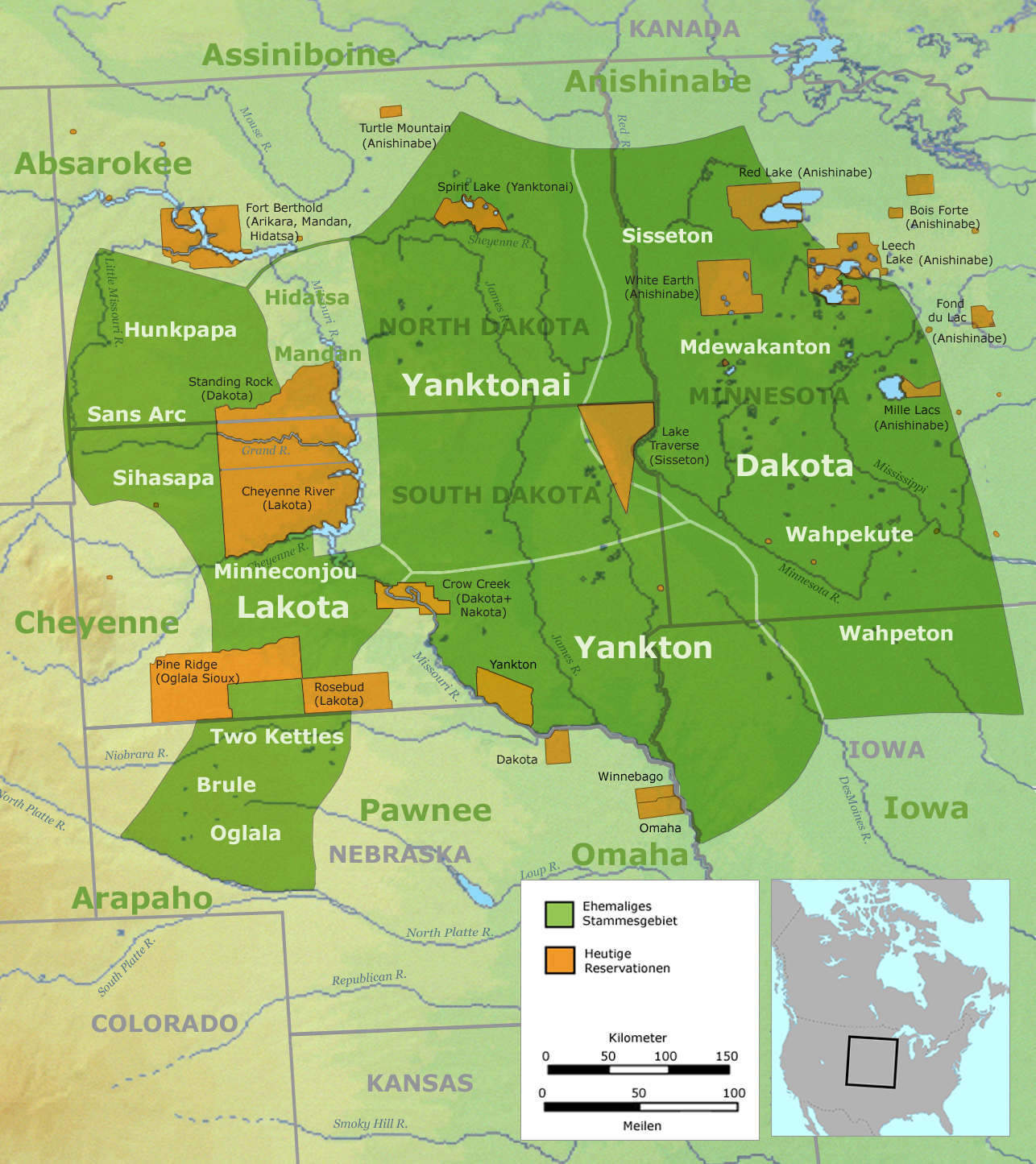
Ehemalige Stammesgebiete der Sioux und heutige Reservationen in Iowa, Nebraska, Minnesota, North und South Dakota

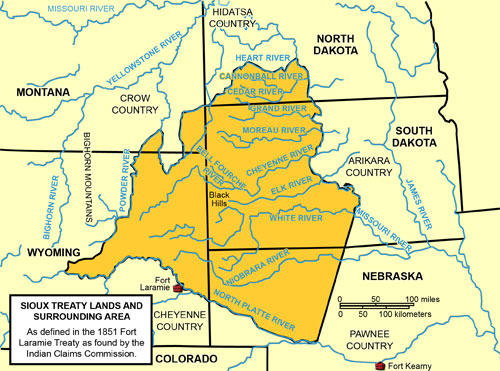
Der Vertrag von Fort Laramie 1851 legte das Sioux-Territorium vertraglich fest. Nach diesem Vertrag verläuft die Dakota Access Pipeline innerhalb der Grenzen der Great Sioux Nation, da der Heart River und nicht der Cannonball River dessen nördliche Grenze bildet. Die Indian Claims Commission hat diese Grenzen bestätigt.

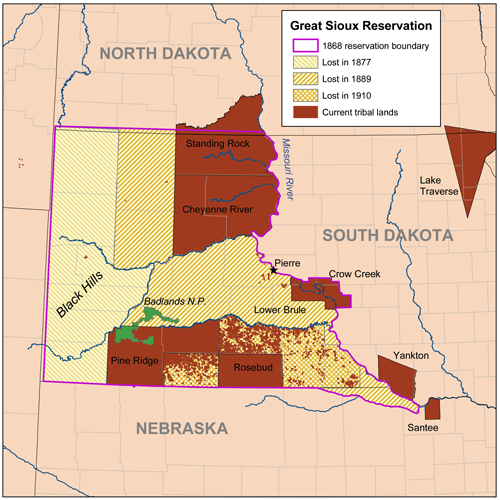
Karte der Great Sioux Reservation mit Gebietsverlusten und den Grenzen der heutigen Reservationen in South Dakota

Das heutige Reservatsgebiet war ursprünglich von Arikaree-Indianern bewohnt. Ende des 18. Jahrhunderts und Anfang des 19. Jahrhunderts wurden sie durch Kriege und Pockenepidemien stark dezimiert und besiedelten daraufhin das nördlich gelegene Gebiet der heutigen Fort Berthold Reservation. Die Lakota-Sioux wanderten seit 1776 aus Minnesota in das heutige Reservatsgebiet ein, das damals von der Kolonialmacht Frankreich beansprucht, allerdings wenig besiedelt wurde. Dabei änderte sich die Kultur und das Leben der Lakota, die Bisonjagd wurde bedeutend, Tipis ersetzten Erdbehausungen und Pferde begannen eine wichtige Rolle in ihrer Kultur zu spielen.
1803 kaufte die US-Regierung das Gebiet von Frankreich als Teil des Louisiana Purchase, ließ es aber kaum besiedeln, weil die Sioux als Krieger gefürchtet waren. Im Vertrag von Fort Laramie 1851 wurden die Gebiete der Great Sioux Nation vertraglich festgelegt. Dabei wurde als nördliche Grenze der Heart River bestimmt. Nach dem Sieg der Lakota im Red-Cloud-Krieg (1866–1868) wurden ihnen im Vertrag von Fort Laramie 1868 die Great Sioux Reservation als dauerhaftes Siedlungsgebiet sowie weitgehende Jagd- und Fischrechte in benachbarten Gebieten zugesichert. Der Vertrag wies das Gebiet des gesamten heutigen US-Bundesstaates South Dakota westlich des Missouri, einschließlich der Black Hills aus (von der Nordgrenze in Nebraska bis zum 46. Breitengrad und vom Missouri im Osten bis zum 104. Längengrad im Westen) als Indianerland aus zur uneingeschränkten und unbehelligten Nutzung und Besiedlung durch die Sioux. Die Sioux erhielten außerdem Jagdrechte in weiteren Gebieten, nördlich und westlich der Reservation in den heutigen Bundesstaaten Wyoming, Montana und Nebraska. Das Bureau of Indian Affairs richtete mehrere Indianeragenturen im Reservat ein, darunter die heutige Standing Rock Agency. 1875 wurde das Gebiet der Agentur erweitert. Statt des 46. Breitengrads bildete nun der Cannonball River die neue nördliche Grenze.
Die ursprünglich zur Great Sioux Reservation gehörenden Black Hills gelten den Lakota-Sioux als heilige Berge. Zudem stellen sie den Gegenstand zahlreicher Mythen der Lakota dar. Noch heute besuchen Stammesangehörige die spirituellen Orte in den Bergen, um ihre Religion auszuüben. Eine nach dem Vertrag illegale Expedition unter George Armstrong Custer erkundete 1874 die Black Hills und fand in den Bergen Gold. Goldsucher drangen rechtswidrig in das Gebiet ein, es entwickelte sich ein Goldrausch und es kam zu Konflikten zwischen den Goldsuchern und den Lakota. Nach der Niederlage in der Schlacht am Little Bighorn 1876 und einer weiteren Niederlage entzog die US-Regierung den Sioux 1877 gesetzlich die Black Hills. Sie brach damit den Vertrag von Fort Laramie 1868, der die Zustimmung von drei Viertel der männlichen Bewohner zu Gebietsabtretungen verlangt hatte. Die Reservatsregierung von Standing Rock erkennt das Gesetz von 1877 daher bis heute nicht an.
Der Kongress der Vereinigten Staaten teilte die Great Sioux Reservation mit dem Dawes Act 1887 zunächst in Parzellen auf und mit einem weiteren Gesetz am 2. März 1889 dann in getrennte Reservate, das jetzige Standing-Rock-Reservat und fünf weitere Reservate entstanden (Cheyenne River, Pine Ridge, Rosebud, Lower Brule und Crow Creek), wobei das indianische Land insgesamt um elf Millionen Acres reduziert wurde. Die Bewohner stimmten der Aufteilung nur widerstrebend und unter großem Druck zu. Zirka 50 % der männlichen Bewohner von Standing Rock stimmten der Aufteilung in mehrere Reservate zu. Anders als andere Reservate behielt Standing Rock danach seine Grenzen, verlor jedoch in den 1960er Jahren weiteres Land durch den Bau des Staudamms am heutigen Lake Oahe.
1890 wurde das Reservat als Zentrum der Geistertanzbewegung bekannt. James McLaughlin, der Verwalter der Reservation, hatte die Geistertänzer schon länger mit Argwohn betrachtet und befürchtete einen Aufstand. Präsident Benjamin Harrison ordnete eine Untersuchung durch die Armee an und veranlasste die Einschränkung der Essensrationen für unkooperative Indianer, was die Spannungen weiter verschärfte. Am 15. Dezember 1890 wurden der Anführer der Bewegung, Häuptling Sitting Bull, und weitere 14 Reservatsbewohner, darunter Kinder, von US-Soldaten erschossen.
Viele Sioux, darunter Häuptling Spotted Elk (Big Foot), flohen in die Badlands. Die US-Armee verfolgte und stellte sie, um sie in die Pine Ridge Reservation zu überführen. Dabei kam es am 29. Dezember 1890 zum Massaker von Wounded Knee an 150 bis zu 290 Männern, Frauen und Kindern aus dem Reservat und dem südlich gelegenen Cheyenne-River-Reservat. Spotted Elk wurde aus nächster Nähe erschossen.
Seit den 1930ern versucht die Reservatsregierung die 1877 und 1889 verlorenen Gebiete auf rechtlichem Weg zurückzuerhalten. Sie schloss sich der Klage United States v. Sioux Nation of Indians an. Der Fall wurde vom Obersten Gerichtshof der Vereinigten Staaten am 30. Juni 1980 entschieden. Der Oberste Gerichtshof stellte fest, dass den Bewohnern von Standing Rock sofort eine finanzielle Entschädigung für den Verlust ihrer Ländereien inklusive der entgangenen Zinsen zu zahlen sei. Die Sioux weigern sich jedoch bis heute, das Geld anzunehmen. Sie wollen ihr Land zurück.
Das Reservat wurde bisher nur von zwei US-Präsidenten besucht: 1936 von Franklin D. Roosevelt, am 13. Juni 2014 von Barack Obama.

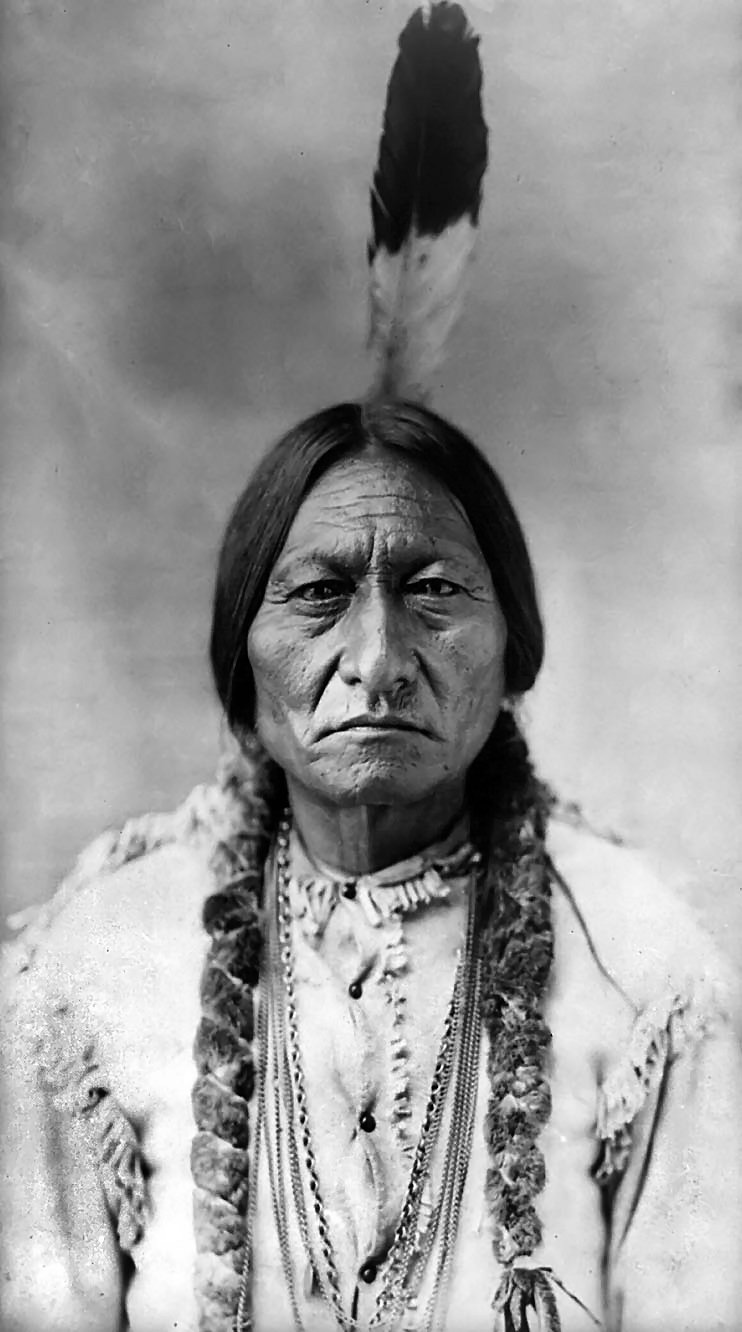
Sitting Bull (1885)
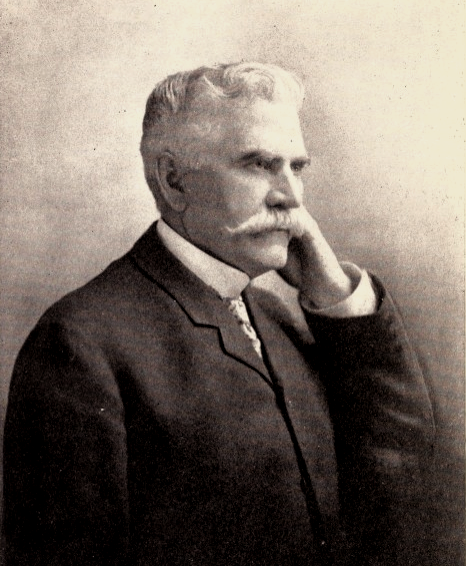
Indianeragent James McLaughlin 1910
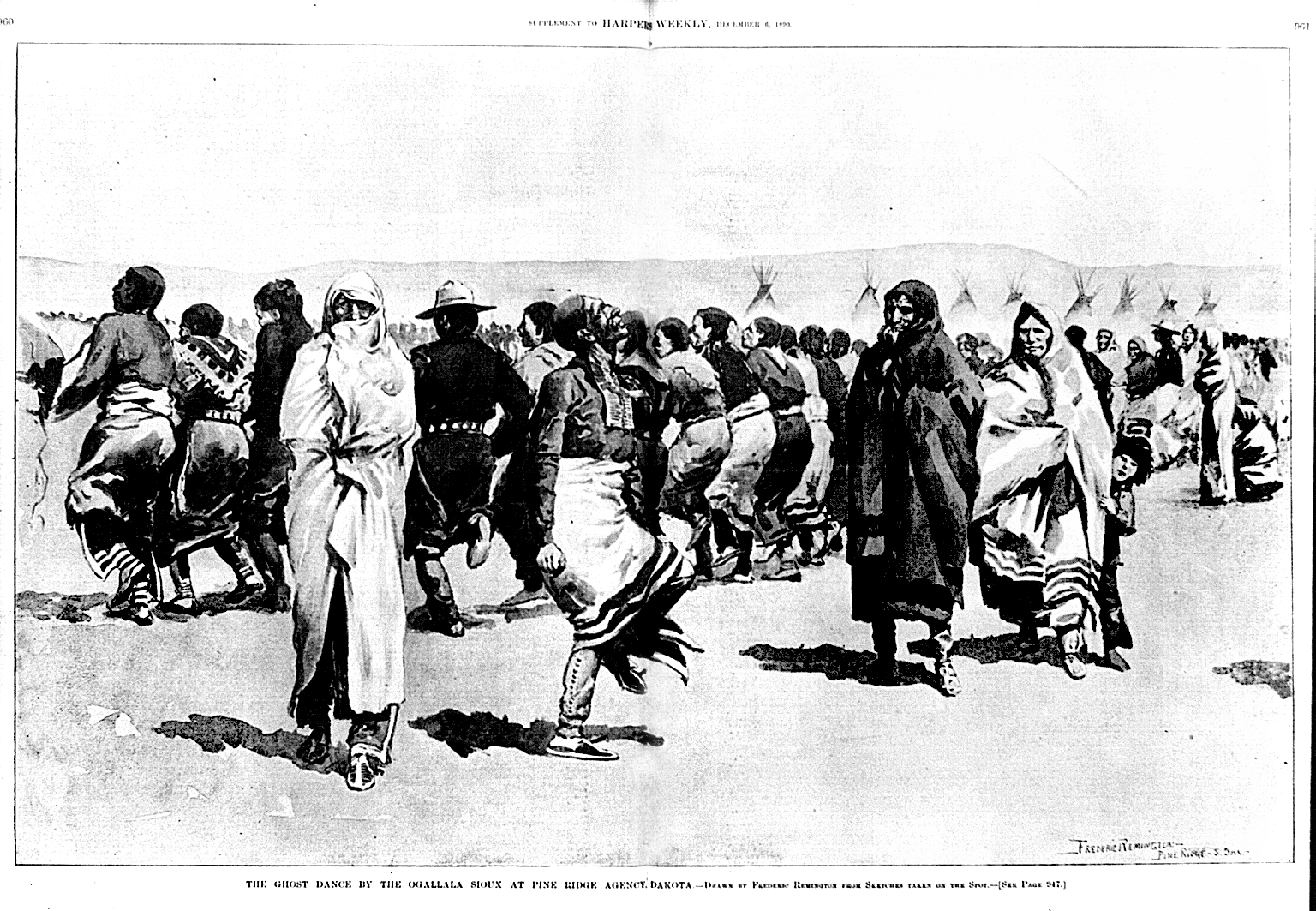
Geistertanz bei den Oglala-Lakota in der Pine Ridge Reservation
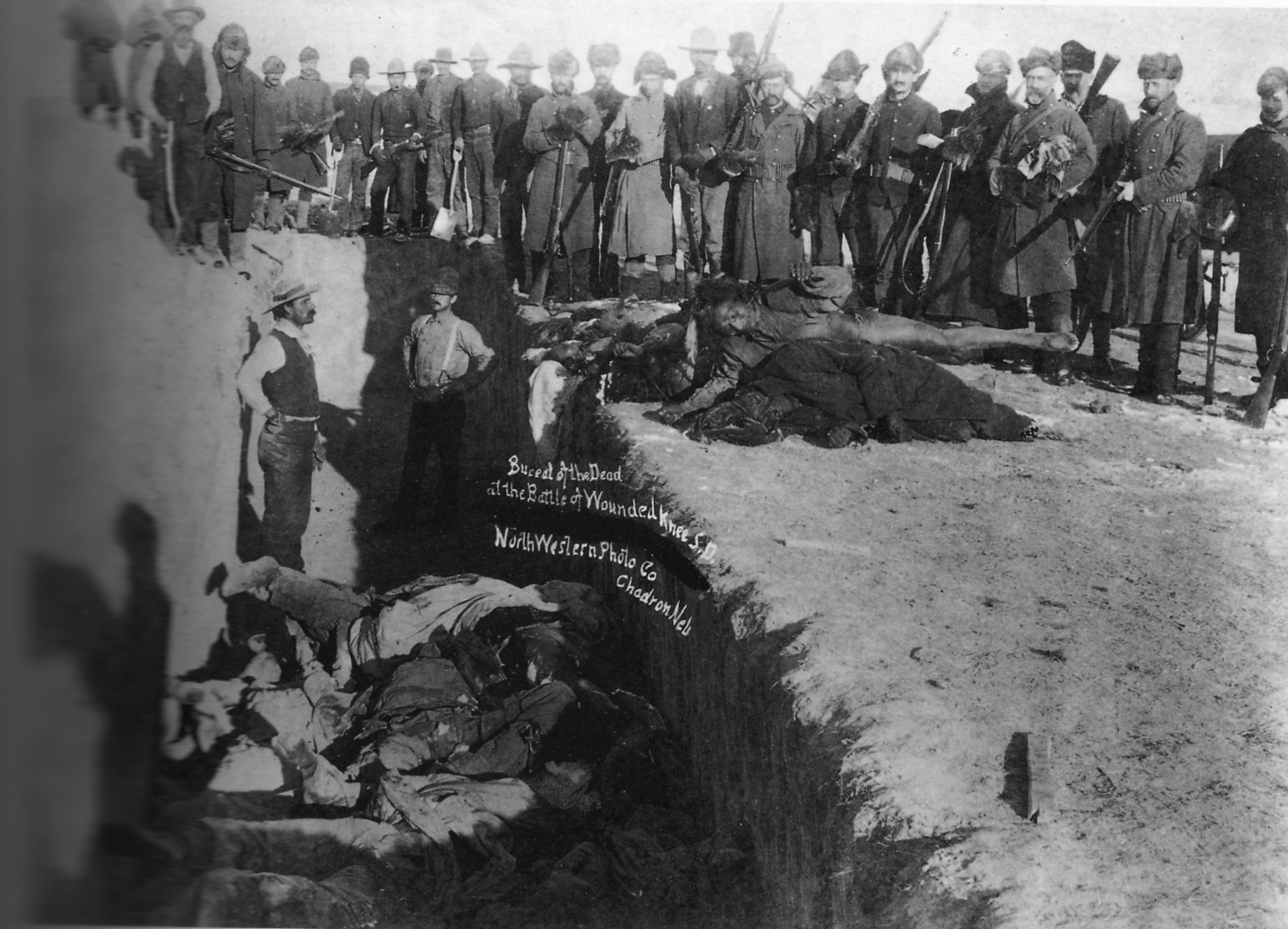
Indianer-Massengrab am Wounded Knee 1890

### Oahe-Staudamm

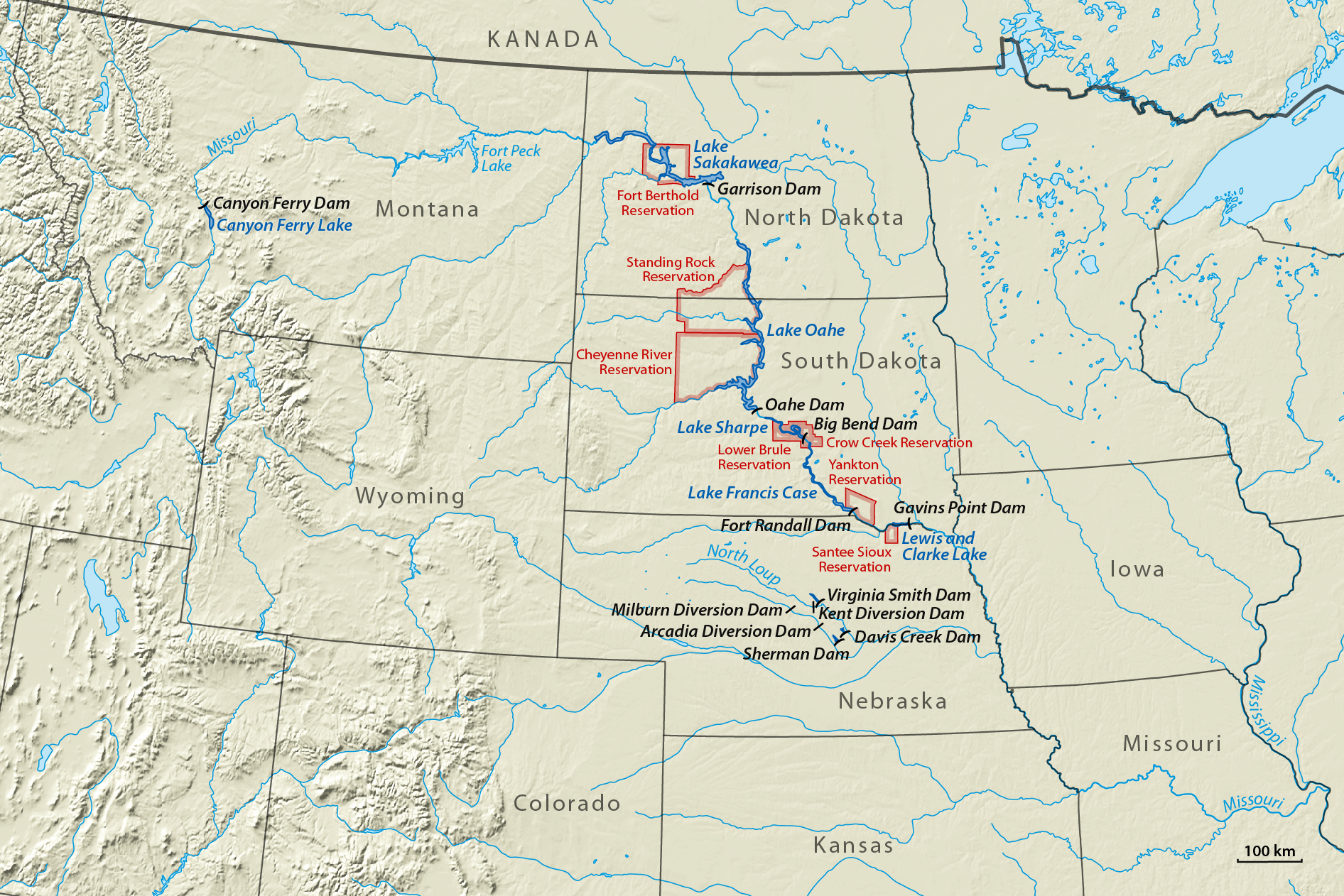
Lage der Staudämme des Pick–Sloan-Projekts sowie der von Überflutungen betroffenen Indianerreservate, darunter das Standing-Rock-Reservat

Nach mehrjährigen Planungen und Vorbereitungen ohne Einbeziehung indianischer Vertreter beschloss Ende 1944 der US-Kongress ein Flutkontrollgesetz (Flood Control Act) und setzte den Pick-Sloan Plan in Kraft, der den Bau von Staudämmen entlang des Missouri-Flusses vorsah – darunter der Oahe-Staudamm, dessen Stausee weite Teile des Standing-Rock-Reservats überfluten sollte. Nachdem sich der Stamm erfolgreich gegen die Beschlagnahmung seines Landes für das geplante Reservoir gewehrt hatte, verabschiedete der Kongress im September 1958 den Standing Rock Land Taking Act. Dieses Gesetz sah die Entnahme von rund 56.000 Acres Reservatsland vor und Entschädigungszahlungen von insgesamt 12,3 Millionen Dollar. Der Staudamm wurde 1962 in Betrieb genommen. Durch seinen 250 Meilen langen Stausee Lake Oahe verloren die beiden Reservate Standing Rock und Cheyenne River 68 Prozent ihres Weidelandes. Rund 37 Prozent der indianischen Familien mussten umsiedeln. Es war der größte Verlust von Indianerland durch ein öffentliches Bauprojekt in der Geschichte der USA.
Die Wirtschaft des Reservats hat sich davon bis heute nicht erholt. Die Entschädigungen fielen viel zu niedrig aus und deckten gerade die Umzugskosten.
Aber auch die Kultur der Indianer wurde stark betroffen. Führten sie vor dem Staudamm-Projekt ein einigermaßen autonomes Leben und konnten sich durch die Landwirtschaft selber ernähren und versorgen, wurden sie nach dem Bau des Staudamms von öffentlichen Hilfen abhängig. Der aktuelle Widerstand gegen die Erdöl-Leitung am Cannonball River findet vor diesem geschichtlichen Hintergrund statt.

### ÖlleitungDakota Access Pipeline
Ab April 2016 waren die Reservatsregierung und der Stamm führend bei Protesten gegen die unterirdische Erdöl-Rohrleitung Dakota Access Pipeline. Hieraus entwickelte sich der größte Indianer-Protest in Amerika seit einer gewalttätigen Auseinandersetzung in Wounded Knee im Jahr 1973.
Die Ölleitung soll in der Nähe des Cannonball Creek unter dem Missouri hindurch gelegt werden und führt nach Angaben der Reservatsregierung nur 500 Meter an der Reservats-Grenze vorbei. Nach dem Vertrag von Fort Laramie 1851 befindet sich die Ölleitung im Gebiet der Great Sioux Nation. Der Vertrag von Laramie 1868 wies das Gebiet der heutigen Pipeline-Route als exklusives Jagdgebiet der Great Sioux Reservation zu, solange es genügend Büffel gab, die gejagt werden konnten, aber nicht als Siedlungsgebiet. Aufgrund der Ausrottung des Büffels entfiel der Gebietsanspruch. Der Vertrag von 1875 legte die heutige Grenze des Siedlungsgebietes fest. Der Stamm beklagt, dass die Bauarbeiten wichtige Grabstätten der Sioux zerstören würden. Die Sioux befürchten, dass die von der Firma Energy Transfer geplante Ölleitung im Falle eines Rohrbruchs das Wasser des Reservats verunreinigen und das Gebiet unbewohnbar machen könnte. Die Verlegung der geplanten Pipeline-Route in indianisches Gebiet aufgrund von Widerstand andernorts wird im Reservat als „Umweltrassismus“ bezeichnet. Dem Protest schlossen sich Angehörige von rund 200 US-amerikanischen und kanadischen Ureinwohnerstämmen sowie zahlreiche nichtindianische Unterstützer an. Zeitweise lebten bis zu 5000 Menschen in dem Protestcamp Oceti Sakowin („Seven Fires“), das im April 2016 nahe dem Missouri eingerichtet worden war.
Die Polizei des nördlich von Standing Rock gelegenen Morton County setzte im November 2016 Wasserwerfer bei Minustemperaturen und Gummigeschosse gegen Demonstranten ein. Mit einem auf Facebook verlinkten Video versuchte das zuständige Sheriff-Büro das Vorgehen der Polizei zu rechtfertigen und gab an, das Video zeige gewaltbereite Demonstranten. Die Kommentatoren der New York Times hingegen sahen darin “an imbalance of power, where law enforcement fiercely defends property rights against protesters’ claims of environmental protection and the rights of indigenous people” (deutsch: „ein Ungleichgewicht von Macht, bei dem die Exekutive heftig Besitzrechte verteidigt gegen die Forderungen von Demonstranten auf Umweltschutz und die Rechte von Ureinwohnern.“)
An dem Wochenende vor Ablauf der Räumungsfrist für das Protestlager reisten über 2000 Veteranen an, um als menschliche Schutzschilde die Proteste zu unterstützen. Angeführt von Wesley Clark Jr, Sohn von General Wesley Clark, baten am Rande der Aktion außerdem einige hundert Veteranen im Protestlager um Vergebung für im Laufe der Geschichte von Soldaten an Indianern verübtes Unrecht.
Am 5. Dezember gaben das Ministerium für Zivilangelegenheiten und die Bundesbehörde U.S. Army Corps of Engineers, welchen das zu bebauende Land gehört, einen Baustopp der umstrittenen Ölleitung bekannt. Der geplante Routenverlauf werde nicht genehmigt, alternative Routen sollten geprüft werden. Tausende Protestler blieben dennoch in dem Camp. Die Reservatsregierung bat aus Sicherheitsgründen mehrfach um die Auflösung des Protestcamps und distanzierte sich von Rechtsbrüchen durch Demonstranten.
Am 24. Januar 2017, vier Tage nach seinem Amtsantritt, hob US-Präsident Donald Trump den Baustopp mit einer Executive Order auf und wies das U.S. Army Corps of Engineers an, das Bauprojekt in einem Eilverfahren zu bewilligen. Zudem hob er einige Anforderungen an Umweltverträglichkeitsprüfungen auf, ordnete an für den Weiterbau nur Stahl von US-Firmen zu verwenden, und kündigte eine Neuverhandlung der Verträge der US-Regierung mit den am Bau beteiligten Firmen an. Der Indianerstamm kündigte juristische Schritte gegen Trumps Entscheidung an.
Nicht alle Reservationsbewohner waren mit den Protest Camps einverstanden. Besonders im betroffenen Bezirk der Reservation Cannon Ball waren viele Bewohner von diesen Camps nicht begeistert. Das friedliche Leben der Bewohner wäre durch die Demonstrationen gefährdet. Die Bewohner müssten lange Umwege in Kauf nehmen da Straßensperren direkte Wege blockieren würden. Krankenwagen müssten einen 80 Kilometer Umweg in Kauf nehmen. Auch wäre der Zugang zum Prairie Nights Casino gesperrt, dem größten Arbeitgeber im Bezirk. Zusätzlich würden die Camps in Überschwemmungsgebieten liegen. Die Bewohner von Cannon Ball befürchteten, dass die Abfälle der Lager in den Lake Oahe geschwemmt werden könnten. Auch würden die Lager eine Herausforderung für die Sicherheitskräfte und die Infrastruktur der Reservation darstellen. Der zuständige Rat von Cannon Ball Robert Fool Bear Sr. forderte den Vorsitzenden des Rates Dave Archambault II auf, die Protestlager räumen zu lassen, notfalls mit Hilfe des FBI. Am 20. Januar 2017 unterstützte das Standing Rock Sioux Tribal Council eine vom Bezirk Cannon Ball eingebrachte Resolution, die Lager bis Ende Februar schließen zu lassen.
Neue Räumungsfrist seitens der Regierung für das Protestlager war Ende Februar. Die Bauarbeiten wurden umgehend wieder aufgenommen. Die Cheyenne River Sioux beantragten einen Baustopp, solange eine früher eingereichte Klage der Standing Rock Sioux noch in Bearbeitung sei. Zahlreiche Indianerstämme schlossen sich erneut zu Demonstrationen gegen die Ölleitung zusammen.